# Iwan Semjonowitsch Koslowski

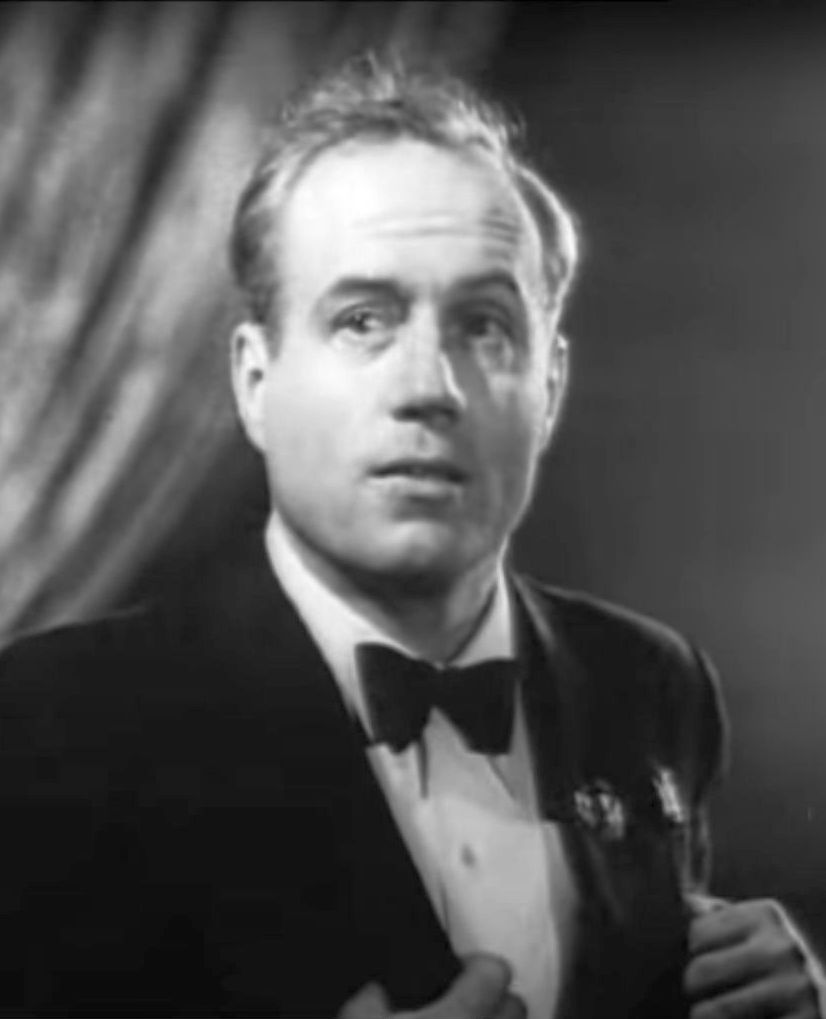
Iwan Koslowski (1942)

Grabbüste Koslowskis auf dem Moskauer Nowodewitschi-Friedhof

Iwan Semjonowitsch Koslowski (russisch Иван Семёнович Козловский, wiss. Transliteration Ivan Semenovič Kozlovskij; * 11.jul. / 24. März 1900greg. in Marjanowka bei Wassylkiw, Gouvernement Kiew, Russisches Kaiserreich; † 21. Dezember 1993 in Moskau) war ein sowjetischer Opernsänger (Tenor). Unter Josef Stalin galt er als dessen Hofsänger.
Er war ein lyrischer Tenor, der mit seinem Timbre, ähnlich wie Leo Slezak oder Jussi Björling, dank seiner Technik auch einen Herzog (in Verdis Rigoletto), einen Faust (in Margarete) oder einen Lohengrin singen konnte. Als eine seiner Paraderollen gilt der Narr in Mussorgskis Boris Godunow.

## Leben
Koslowski stammte aus einer Bauernfamilie. Bereits im Alter von sieben Jahren sang er in einem Knabenchor. Nachdem eine Musikpädagogin auf ihn aufmerksam wurde, durfte Koslowski mit 15 Jahren auf das Kiewer Institut für Musik und Theater (Державний музично-драматичний інститут імені М. В. Лисенка) gehen, das er 1919 abschloss. Dort wurde er bei seinem Lehrer Lyssenko und dessen Frau Murawjowa, die noch aus der Hofopern- und Belcanto-Tradition stammten, ausgebildet. Bis Mitte der 1920er-Jahre war er vorwiegend als Opernsänger in Wandertheatern in mehreren ukrainischen Städten, vor allem in Poltawa und Charkow tätig; 1925 wurde er Solist am Swerdlowsker Theater.
1926 wurde Koslowski ins Ensemble des Moskauer Bolschoi-Theaters aufgenommen, wo er als Solist noch bis 1954 tätig war. In den 1930er-Jahren galt Koslowski als einer der Lieblingsmusiker des Staatschefs Josef Stalin, auf dessen Erlass er auch den Ehrentitel „Volkskünstler der UdSSR“ erhielt. Auch nach dem Austritt aus der Bolschoi-Truppe war Koslowski noch lange Zeit musikalisch aktiv und nahm eine Vielzahl von Schallplatten auf. Noch als 90-Jähriger trat er in der Rolle des Triquet in Tschaikowskis Eugen Onegin auf.

## Partien (Auswahl)
- Tschaikowskis Eugen Onegin: Lenski
- Mussorgskis Boris Godunow: Narr Iwan
- Wagners Lohengrin: Lohengrin
- Verdis Rigoletto: Herzog
- Verdis La traviata: Alfred
- Gounods Faust (Gounod): Dr. Faust